# Сижно
Сижно — деревня в Сланцевском городском поселении Сланцевского района Ленинградской области.

## Название
Происходит от «сиженья» — военного сторожевого поста.

## История
Первая, деревянная церковь во имя архистратига Михаила, была построена в середине XVII века. Около 1730 года она разрушилась от ветхости. Тогда же в усадьбе Малая Сижна помещиком Хвостовым с сёстрами была построена из плиты и булыжника новая церковь во имя святого архистратига Михаила. Она была освящена 6 сентября 1745 года. До 1780 года погост Сижно состоял в Псковской епархии, Гдовского уезда, Кошельской губы.
Село Сижно упоминается на карте Санкт-Петербургской губернии 1792 года А. М. Вильбрехта.
Село Сижно обозначено на карте Санкт-Петербургской губернии Ф. Ф. Шуберта 1834 года и при нём усадьба помещика Харламова.

АРХАНГЕЛЬСКОЕ СИЖНО — село помещицы Дарьи Харламовой, число жителей по ревизии: 15 м. п., 14 ж. п. 

В оном церковь каменная трёхпрестольная во имя: 1-я Архангела Михаила, 2-я Рождества Божией Матери, 3-я Святителя Николая Чудотворца

БОЛЬШОЕ СИЖНО — сельцо принадлежит полковнику Александру Сычевскому, число жителей по ревизии: 13 м. п., 11 ж. п.. (1838 год)

Село Сижно отмечено на карте профессора С. С. Куторги 1852 года.

СИЖНО (АРХАНГЕЛЬСКОЕ) — мыза владельческая при ручье безымянном, число дворов — 1, число жителей: 12 м. п., 7 ж. п. 

СИЖНО — погост при ручье безымянном, число дворов — 4, число жителей: 12 м. п., 12 ж. п.; Церковь православная. (1862 год)

Согласно материалам по статистике народного хозяйства Гдовского уезда 1888 года, мыза Большое Сижно площадью 264 десятины принадлежала нарвскому гражданину В. Е. Линденблуму, она была приобретена в 1887 году за 12 000 рублей; мыза Сижно вместе с мызой Заудоба общей площадью 3814 десятин, принадлежала дворянам Д. Ф. Харламовой и М. Н. Шмиту, она была приобретена до 1868 года.
В XIX — начале XX века погост и мыза административно относились к Выскатской волости 1-го земского участка 1-го стана Гдовского уезда Санкт-Петербургской губернии.

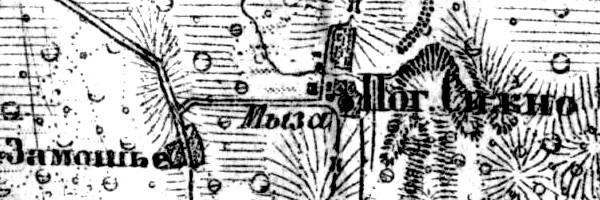
Погост и мыза Сижно на карте 1919 года

Согласно карте Петроградской и Эстляндской губерний 1919 года, при погосте Сижно находилась мыза.
С 1917 по 1924 год деревня входила в состав Сиженского сельсовета Выскатской волости Гдовского уезда.
С 1924 года — в составе Понаницкого сельсовета.
С 1927 года — в составе Рудненского района.
С 1928 года — в составе Попково-Горского сельсовета.
С 1930 года — в составе Польского сельсовета.
По данным 1933 года в состав Польского сельсовета Рудненского района входил посёлок Сижно.
С 1 августа 1933 года — в составе Попково-Горского сельсовета Гдовского района.
С 1 января 1941 года — в составе Сланцевского района.
С 1 августа 1941 года по 31 января 1944 года деревня находилась в германской оккупации.
С 1963 года — в составе Кингисеппского района.
По состоянию на 1 августа 1965 года деревня Сижно также входила в состав Выскатского сельсовета Сланцевского района. С ноября 1965 года — в составе Выскатского сельсовета Сланцевского района. В 1965 году население деревни составляло 191 человек.
По данным 1973 года деревня Сижно входила в состав Попковогорского сельсовета.
По данным 1990 года деревня Сижно вновь входила в состав Выскатского сельсовета.
В 1997 году в деревне Сижно Выскатской волости проживали 78 человек, в 2002 году — 72 человека (русские — 89 %).
В 2007 году в деревне Сижно Сланцевского ГП проживали 68 человек, в 2010 году — 49.

## География
Деревня расположена в центральной части района на автодороге 41К-165 (Ищево — Сижно) в месте примыкания к ней автодороги 41К-020 (Сижно — Будилово — Осьмино).
Расстояние до административного центра поселения — 9 км.
Расстояние до железнодорожной платформы Сланцы — 9 км.
Через деревню протекает река Сиженка.

## Демография
| 1862 | 2007 | 2010 | 2017 |
| ---- | ---- | ---- | ---- |
| 43   | ↗68  | ↘49  | ↗72  |

## Достопримечательности
- Православная церковь св. архангела Михаила[23].